# Nazionale olimpica di calcio dell'India
La Nazionale olimpica indiana di calcio è la rappresentativa calcistica dell'India che rappresenta l'omonimo stato ai Giochi olimpici.

## Storia
La nazionale olimpica Indiana ha esordito alle olimpiadi di Helsinki 1952, in cui perde nella partita preliminare contro la Jugoslavia per uno schiacciante 1-10. Nella successiva Olimpiade di Melbourne gli indiani vincono 4-2 contro i padroni di casa nei quarti di finale, ma perdono in semifinale nuovamente con la Jugoslavia (1-4) e nella partita per la medaglia di bronzo contro la Bulgaria (0-3). A Roma 1960 la nazionale viene eliminata nella fase a giorni, facendo comunque una figura discreta pareggiando contro la Francia per 1-1. Successivamente la nazionale non ha più partecipato a un torneo olimpico.

## Statistiche dettagliate sui tornei internazionali

### Giochi olimpici
| Anno | Luogo             | Piazzamento             | V | N | P | Gol  |
| ---- | ----------------- | ----------------------- | - | - | - | ---- |
| 1952 | Helsinki          | Turno di qualificazione | 0 | 0 | 1 | 1:10 |
| 1956 | Melbourne         | Quarto posto            | 1 | 0 | 2 | 5:9  |
| 1960 | Roma              | Primo turno             | 0 | 1 | 2 | 3:6  |
| 1964 | Tokyo             | Non qualificata         | - | - | - | -    |
| 1968 | Città del Messico | Ritirata                | - | - | - | -    |
| 1972 | Monaco di Baviera | Non qualificata         | - | - | - | -    |
| 1976 | Montréal          | Non partecipante        | - | - | - | -    |
| 1980 | Mosca             | Non qualificata         | - | - | - | -    |
| 1984 | Los Angeles       | Non qualificata         | - | - | - | -    |
| 1988 | Seul              | Ritirata                | - | - | - | -    |
| 1992 | Barcellona        | Non qualificata         | - | - | - | -    |
| 1996 | Atlanta           | Non qualificata         | - | - | - | -    |
| 2000 | Sydney            | Non qualificata         | - | - | - | -    |
| 2004 | Atene             | Non qualificata         | - | - | - | -    |
| 2008 | Pechino           | Non qualificata         | - | - | - | -    |
| 2012 | Londra            | Non qualificata         | - | - | - | -    |
| 2016 | Rio de Janeiro    | Non qualificata         | - | - | - | -    |
| 2020 | Tokyo             | Non qualificata         | - | - | - | -    |

## Tutte le rose

### Giochi olimpici
Calcio ai Giochi Olimpici Estivi 19521 B. Anthony, 2 Azizuddin, 3 Manna, 4 Abdul Latif, 5 Rawat, 6 Mohammed, 7 Venkatesh, 8 Abdul Sattar, 9 Mewalal, 10 Khan, 11 Saleh, 12 Varada Raj, 13 Bose, 14 Sarbadhikari, 15 Shanmugham, 16 Roy, 17 Moinuddin, 18 Thakurta, 19 J. Anthony, CT: Sayed
Calcio ai Giochi Olimpici Estivi 19561 S. Banerjee, 2 Kittu, 3 Pal, 4 Nandy, 5 P. K. Banerjee, 6 Kempaiah, 7 Kannayan, 8 Rehman, 9 Azizuddin, 10 Abdul Latif, 11 Mohammed, 12 Husein, 13 Abdul Salaam, 14 D'Souza, 15 Balaram, 16 Thangaraj, 17 Narayan, 18 Zulfiqaruddin, CT: Sayed
Calcio ai Giochi Olimpici Estivi 1960P Narayan, P Thangaraj, D Chandrasekhar, D Dhillon, D Ghosh, D Latif, C Chhettri, C Franco, C Kempaiah, C Khan, C Lahiri, A Balaram, A Banerjee, A Devdas, A Goswami, A Hakim, A Hamid, A Kannan, A Sunder Raj, CT: Sayed
NOTA: Per le informazioni sulle rose precedenti al 1952 visionare la pagina della Nazionale maggiore.